# Kościół św. Prokopa Opata w Błędowie
Kościół świętego Prokopa Opata – rzymskokatolicki kościół filialny należący do parafii św. Prokopa Opata w Błędowie, w dekanacie mogielnickim archidiecezji warszawskiej.

## Historia i architektura
Prace budowlane zostały rozpoczęte w dniu 11 sierpnia 1934 roku. Plany zostały wykonane i kierownictwo robót zostało objęte przez Jana Witkiewicza. Architektura i wyposażenie świątyni reprezentują jednorodną stylistykę inspirowaną motywami góralskimi. W dniu 11 października 1936 roku kościół został uroczyście poświęcony. 
Świątynia jest skierowana elewacją wejściową w stronę zachodnią, czyli jest orientowana. W jej architekturze są widoczne liczne elementy stylu zakopiańskiego.

## Galeria

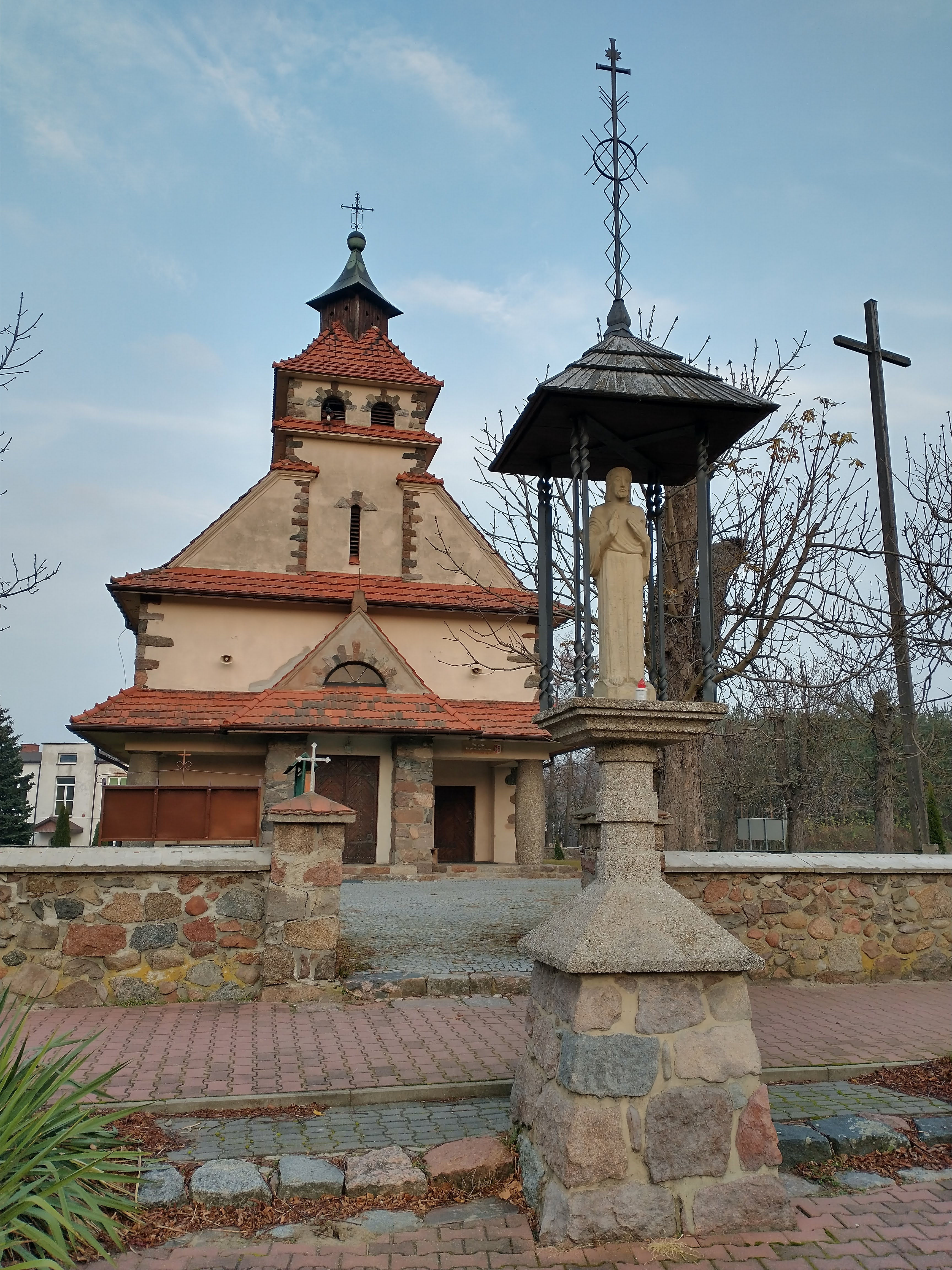
Widok od frontu z kapliczką
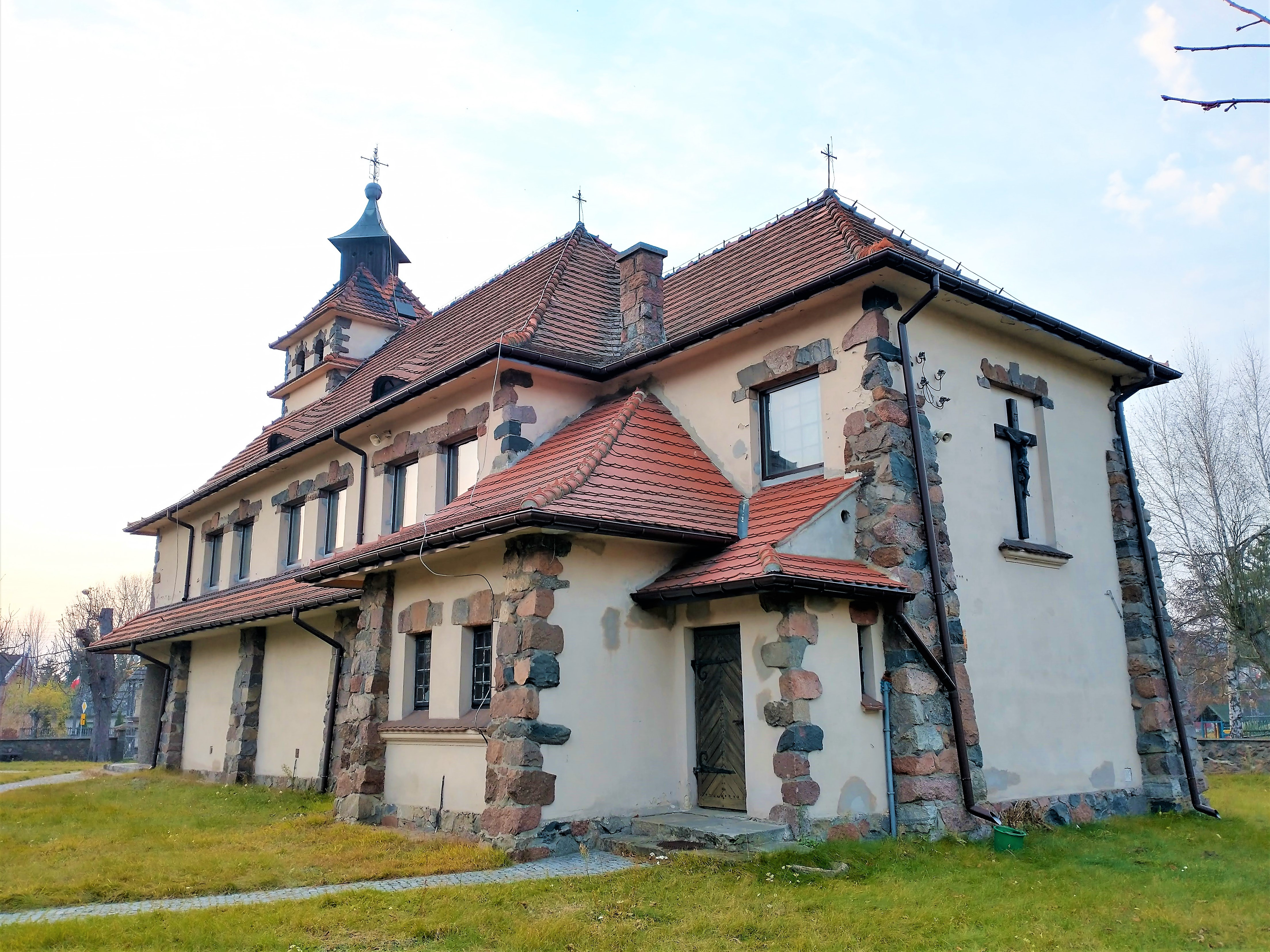
Widok od prezbiterium